# Catrin ferch Owain Glyndŵr
Catrin ferch Owain Glyndŵr (morte en 1413) était une des filles (probablement l'aînée) de Margaret Hanmer et Owain Glyndŵr, un noble gallois ayant mené la révolte des Gallois, prenant le titre de Prince de Galles.

## Biographie
Catrin épousa le 30 novembre 1402 Edmond Mortimer, un otage anglais ayant fait alliance avec son père. Son époux mourra lors du siège du château de Harlech en 1409.
Catrin Glyndŵr fut peu après capturée par les Anglais avec ses trois filles et sa mère Margaret Hanmer. Elles furent alors emprisonnées dans la Tour de Londres. En 1413, Catrin et deux de ses filles furent enterrées à Cannon Street.